# WWE NXT
WWE NXT este un program de wrestling profesionist produs de WWE și poate fi accesat pe Usa Network Cinci sezoane de NXT au fost difuzate începând cu data de 23 februarie 2010 până pe 13 iunie 2012, este prezentat ca și o combinație între reality television și și show-rile live WWE, permisiunea difuzări și a urmăriri acestui show este locului de dezvoltare Campionatul de Wrestling din Florida al WWE-ului. A devenit o competiție între NXT și showurile regulate ale WWE-ului, de exemplu Smack Down și RAW.
În primele patru sezoane au fost observați Wade Barrett, Kaval, Kaitlyn și Jhony Curtis câștigători la NXT.

### Roster dinNXT(wrestleri)

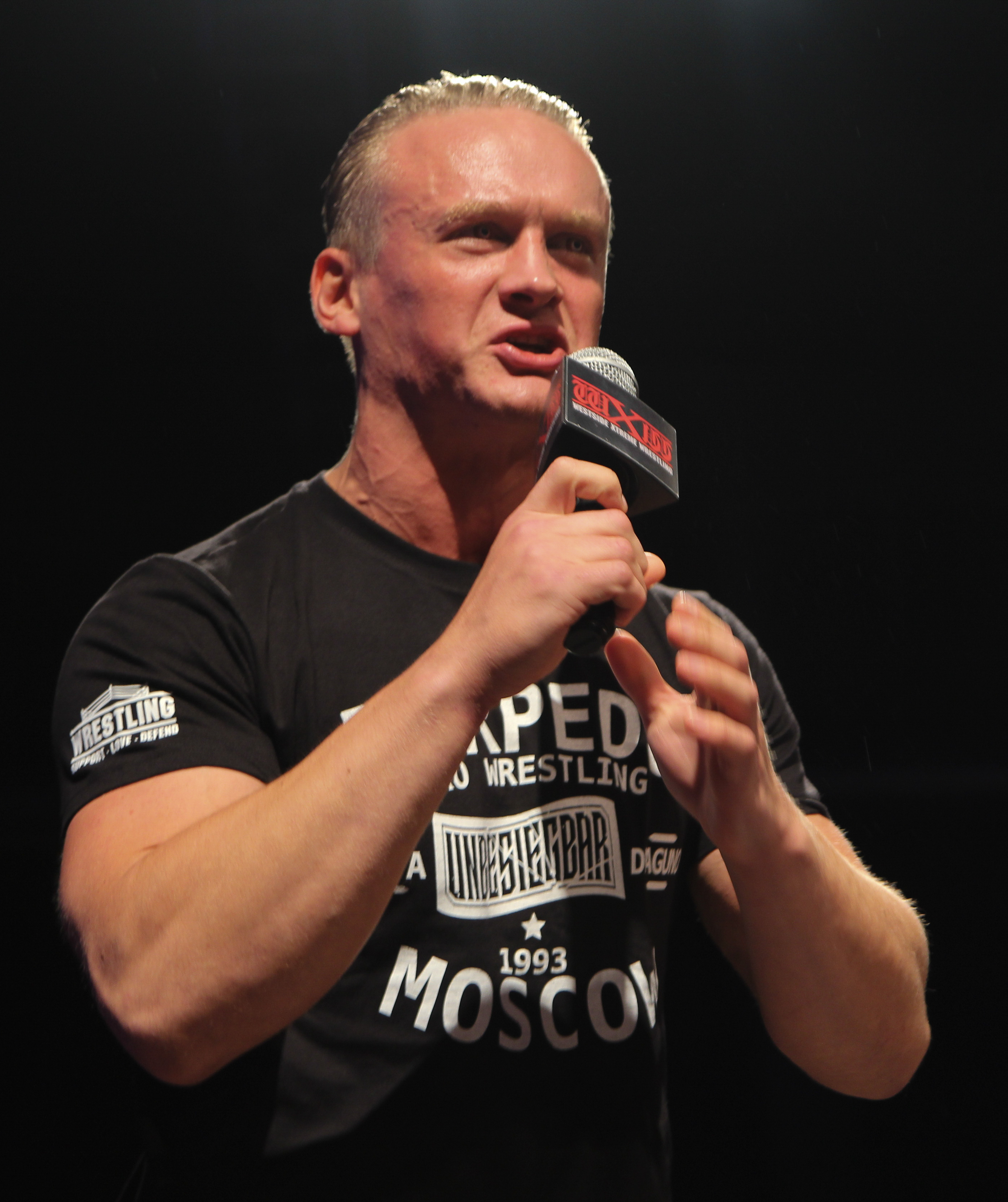
Ilja Dragunov

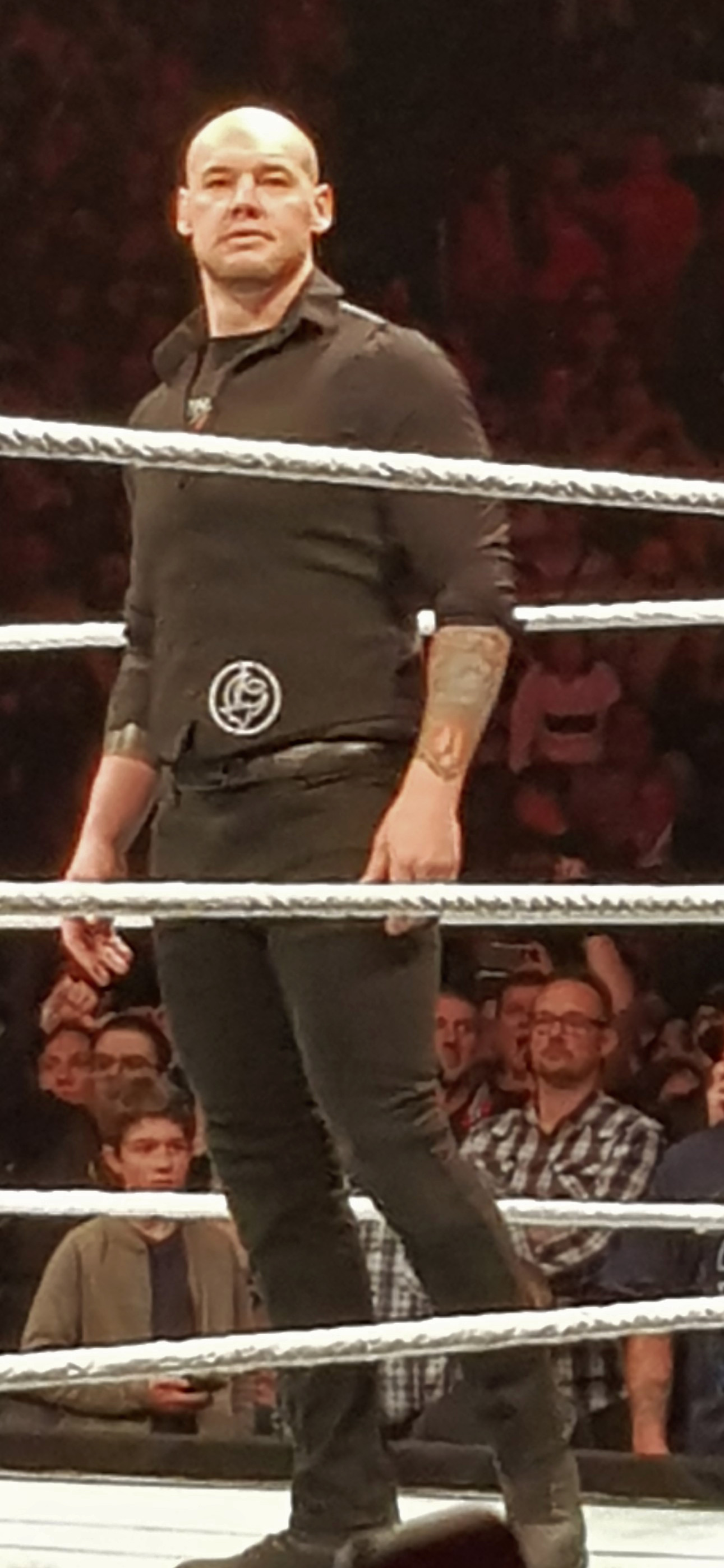
Baron Corbin

Actualizat la 1 martie 2024.
| Nume în ring              | Nume real             | Note                    |
| ------------------------- | --------------------- | ----------------------- |
| Andre Chase               | Chance Barrow         |                         |
| Axiom                     | Carlos Ruiz           |                         |
| Baron Corbin              | Thomas Pestock        | NXT Tag Team Champion   |
| Boa                       | Yanbo Wang            |                         |
| Bronco Nima               | Edwin Grande          |                         |
| Brooks Jensen             | Benjamin Buchanan     |                         |
| Carmelo Hayes             | Christian Brigham     |                         |
| Channing "Stacks" Lorenzo | Mitchell Lavalley     |                         |
| Charlie Dempsey           | Bailey Matthews       | Heritage Cup Champion   |
| Damon Kemp                | Robert Steveson       |                         |
| Dante Chen                | Sean Tan              |                         |
| Dijak                     | Christopher Dijak     |                         |
| Drew Gulak                | Drew Gulak            |                         |
| Duke Hudson               | Brendan Vink          |                         |
| Eddy Thorpe               | Karl Fredericks       |                         |
| Edris Enofé               | Inyene Umoh           |                         |
| Gable Steveson            | Gable Steveson        |                         |
| Guru Raaj                 | Laxmi Rajpoot         |                         |
| Hank Walker               | Joseph Sculthorpe     |                         |
| Ilja Dragunov             | Ilya Rukober          | NXT Champion            |
| Javier Bernal             | Randall Beidelschies  |                         |
| Joe Coffey                | Joseph Coffey         |                         |
| Joe Gacy                  | Joseph Ruby           |                         |
| Josh Briggs               | Joshua Bruns          |                         |
| Lexis King                | Brian Zachary Pillman |                         |
| Luca Crusifino            | Roman Macek           |                         |
| Lucien Price              | Nnamdi Oguayo         |                         |
| Malik Blade               | Joshua Dawkins        |                         |
| Mark Coffey               | Mark Coffey           |                         |
| Myles Borne               | David Bostian         |                         |
| Nathan Frazer             | Benjamin Timms        |                         |
| Noam Dar                  | Noam Dar              |                         |
| Oba Femi                  | Isaac Odugbesan       | North American Champion |
| Oro Mensah                | Oliver Sauter         |                         |
| Ridge Holland             | Luke Menzies          |                         |
| Riley Osborne             | Josh Terry            |                         |
| Scrypts                   | Sidney Bateman        |                         |
| Shawn Spears              | Ronnie Arneill        |                         |
| Tank Ledger               | Joe Spivak            |                         |
| Tony D'Angelo             | Joseph Ariola         |                         |
| Trey Bearhill             | Tiller Bucktrot       |                         |
| Trick Williams            | Matrick Belton        |                         |
| Von Wagner                | Calvin Bloom          |                         |
| Wes Lee                   | Deveon Aikens         | Inactive; back surgery  |
| Wolfgang                  | Barry Young           |                         |

### Roster dinNXT(dive)

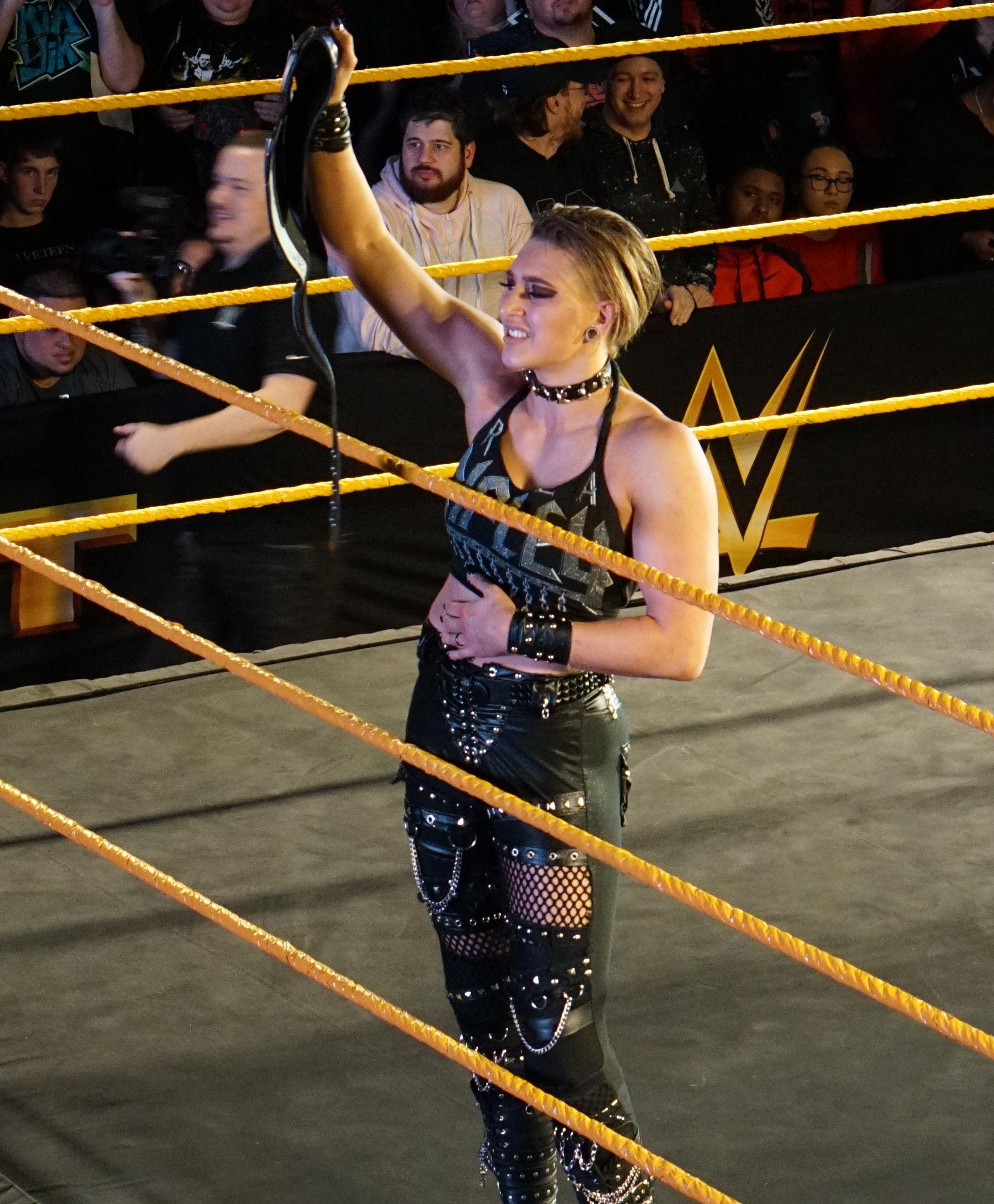
Rhea Ripley

| Nume în ring    | Nume real          | Note                              |
| --------------- | ------------------ | --------------------------------- |
| Adriana Rizzo   | Anna Keefer        |                                   |
| Arianna Grace   | Bianca Carelli     |                                   |
| Ava             | Simone Johnson     | General Manager                   |
| Blair Davenport | Beatrice Priestley |                                   |
| Brinley Reece   | Breanna Ruggiero   |                                   |
| Cora Jade       | Brianna Coda       | Inactiv; accidentare la genunchi  |
| Dani Palmer     | Alexis Amrhein     |                                   |
| Fallon Henley   | Theresa Schuessler |                                   |
| Gigi Dolin      | Priscilla Kelly    |                                   |
| Izzi Dame       | Franki Strefling   |                                   |
| Jacy Jayne      | Taylor Grado       |                                   |
| Jaida Parker    | Tiana Caffey       |                                   |
| Jakara Jackson  | Jamara Garrett     |                                   |
| Jazmyn Nyx      | Jade Gentile       |                                   |
| Karmen Petrovic | Monika Klisara     |                                   |
| Kelani Jordan   | Lea Mitchell       |                                   |
| Kiana James     | Kayla Klingensmith |                                   |
| Lash Legend     | Anriel Howard      |                                   |
| Lola Vice       | Valerie Loureda    |                                   |
| Lyra Valkyria   | Aoife Cusack       | NXT Women's Champion              |
| Meiko Satomura  | Meiko Satomura     |                                   |
| Nikkita Lyons   | Faith Jefferies    | Inactiv; accidentare nedezvăluită |
| Roxanne Perez   | Carla Gonzalez     |                                   |
| Sol Ruca        | Calyx Hampton      |                                   |
| Stevie Turner   | Lucy Bridge        |                                   |
| Tatum Paxley    | Natalie Holland    |                                   |
| Thea Hail       | Madison Knisley    |                                   |
| Valentina Feroz | Rita Reis          |                                   |
| Wendy Choo      | Karen Yu           | Inactiv; accidentare nedezvăluită |
| Wren Sinclair   | Madison Dombkowski |                                   |